# Futbol'nyj Klub Arsenal Kyïv
Il Futbol'nyj Klub Arsenal Kyïv (in ucraino ФК "Арсенал" Київ?), meglio noto come Arsenal Kiev, è una delle società di calcio di Kiev, in Ucraina.

## Storia
L'Arsenal Kiev fu fondato il 14 luglio 1925 dall'omonima fabbrica di armi della città, come società polisportiva. Nei primi anni di vita il club si limitò a partecipare a tornei regionali con altre squadre composte da lavoratori. Nonostante ciò, già al suo primo incontro l'Arsenal ebbe all'incirca 1.500 tifosi sugli spalti. Nel 1936 prese parte per la prima volta a una competizione nazionale, partecipando alla coppa dell'URSS, venendo eliminata al primo turno. Dopo la seconda guerra mondiale la squadra competerà nel campionato della Repubblica Socialista Sovietica Ucraina (1951) cambiando nome sociale in Mašynobudivnyk Kiev (Macchinisti/Costruttori Di Macchine). Nel 1954 e nel 1955 vince la coppa del RSSU mentre nel 1958 vince il campionato, tornando a chiamarsi, l'anno successivo, Arsenal Kiev. Inoltre tra il 1959 e il 1963 grazie ai suoi successi la squadra giocherà nella Klass B dell'URSS. Nel 1964 il club cambiò nuovamente denominazione, diventando il Temp Kiev (Velocità/Ritmo) non rappresentando più la fabbrica d'armi della capitale ma la compagnia aeronautica di Kiev, Antonov (DAZ-12). Alla fine del campionato di quello stesso anno la società calcistica fu fatta sciogliere perché le autorità del Ucraina sovietica ritenevano di dover concentrare tutti gli interessi economici e sportivi unicamente sulla Dinamo Kiev; solamente agli inizi degli anni settanta l'Arsenal tornò a giocare, unicamente nei campionati dilettantistici, di nuovo come la squadra dell'industria militare della città sotto il nome di Zavod Arsenal (Fabbrica Arsenal). Nel 1993 nasce il Borysfen FC, che dopo una serie di fusioni con l'FC Nyva Myronivka (1993) e con il CSKA Kiev (1995) diventa il CSKA-Borysfen. Tuttavia nel 1997 il sodalizio cambia nuovamente nome, continuando di fatto la tradizione del CSKA e relegando il Borysfen a seconda squadra (CSKA-2). Il 18 dicembre 2001 il governo della capitale ucraina dispose la modifica del nome da CSKA ad Arsenal.
A livello sportivo i migliori risultati conseguiti dal club furono il raggiungimento delle finali, entrambe perse, della Coppa d'Ucraina del 1998 e del 2001.
Il 29 ottobre 2013 l'amministratore delegato del club Viktor Holovko ha presentato istanza di fallimento poiché "non sono stati trovati sponsor o nuovi finanziatori", nonostante l'aiuto economico ricevuto dalle altre squadre del campionato. L'ultimo incontro disputato dalla squadra è stato il derby in casa con la Dinamo Kiev, vinto da quest'ultima per 2-0.
Lo Stadio Kolos, che ospita le partite interne, ha una capacità di 5.700 spettatori.
Nella stagione 2015-2016 prende parte alla Druha Liha. Nella stagione 2016-2017 viene ammesso a disputare la Perša Liha (Seconda Divisione) classificandosi al 10º posto. Nella stagione 2017-2018 vince il campionato di Perša Liha e ritorna in Prem"jer-liha. Termina il campionato di massima serie all'ultimo posto, con conseguente retrocessione e l'anno seguente viene ritirata dal campionato.

## Cronologia dei nomi
Arsenal: 1925-1950, 1959-1963, 2001-2019
Mašynobudivnyk: 1951-1958
Temp: 1964
*solo a livello dilettantistico
Zavod Arsenal: 1972-1980
Scarsenal: 1980-2025

## Colori e simboli
I colori sociali più recenti sono il rosso e il blu; la scelta molto probabilmente è dovuta al fatto che la società che si occupa della vendita di materiale bellico, Arsenal Kiev, al quale la nascita del club stesso è legata,viene da sempre associata alla frangia politica pro-sovietica della città. infatti i colori della bandiera della Repubblica Socialista Sovietica sono il rosso e il blu.
Come simbolo invece il club ha inserito, sia nel logo del 2001-2003 sia in quello del 2014-2019, una foglia stilizzata di castagno; da sempre simbolo della città di Kiev. Mentre nel logo del 2004-2014 la figura principale è la A di Arsenal. Tuttavia vi sono svariati elementi che fanno riferimenti alla capitale dell'Ucraina (la forma della A che assomiglia al ponte che unisce le due parti della città, il fiume Dnipro stilizzato sullo sfondo e delle ali che ricordano l'Arcangelo Michele patrono della città)

### Divisa casa
Arsenal:
- (1925-1950, 1959-1963): -
- (2001-2006): Maglia e calzettoni blu con pantaloncini viola
- (2007-2019): Divisa rossoblù senza un pattern specifico, con colori disposti in maniera diversa di anno in anno

Mašynobudivnyk: -
Temp: Maglia, pantaloncini e calzettoni bianchi
Zavod Arsenal: -

### Divisa trasferta
Arsenal (2001-2019): Divisa bianca con inserti o blu o rossi, oppure con una tenuta di uno dei due colori e inserti bianchi

## Allenatori
- Nikolaj Balakin (1946-1948)
- Nikolaj Machinja (1947-1953; agosto 1959-1961)
- Nikolaj Kuznecov (1954)
- Nikolaj Škatulov (1955-1956)
- Viktor Čistochvalov (1957-1958)
- Anatolij Bogdanovič (1962-1963; 1969; 1971-1973)
- Nikolaj Fominych (1963-1966; 1968)
- Vladimir Men'ščikov (1967-1968)
- Efim Škol'nikov (1974)
- Jurij Vojnov (1975-1977)
- József Szabó (gennaio-11 giugno 1978)
- Vjačeslav Peršin (12 giugno-dicembre 1978)
- Aleksej Mamykin (1979-1980)
- Vladimir Muntjan (1981-1982)
- Viktor Fomin (1983-1986)
- Viktor Mal'cev (1987)
- Sergej Kačkarov (1990-1991)
- Oleh Borysovyč (1992-aprile 1993)
- Viktor Yščenko (gennaio-maggio 1993; maggio-luglio 1993)
- Anatolyj Dem'janenko (maggio 1993)
- Volodymyr Lozynskyj (gennaio-luglio 1994; luglio 1996-giugno 1997)
- Volodymyr Bezsonov (agosto 1994; 7 marzo 1998-giugno 2000; giugno-ottobre 2001)
- Bernd Stange (giugno-luglio 1995)
- Viktor Čanov (21 maggio-17 giugno 1996)
- Serhij Morozov (giugno-novembre 1997)
- Aleksandr Štelyn (12 dicembre 1997-7 marzo 1998)
- Mychayl Fomenko (luglio 2000-giugno 2001)
- Oleh Kuznecov (luglio 2001-giugno 2002)
- Vjačeslav Groznyj (giugno 2002-giugno 2004; 28 gennaio-16 aprile 2010)
- Sergej Krakovskyj (maggio-giugno 2004)
- Oleksandr Baranov (giugno-1 novembre 2005)
- Oleksandr Zavarov (3 novembre 2005-28 gennaio 2010)
- Vasilij Evseev (aprile 2010)
- Juryj Bakalov (16 aprile 2010-1º giugno 2011; 5 gennaio-21 novembre 2013)
- Leonid Kučuk (2 giugno 2011-31 dicembre 2012)
- Sergej Zakarljuka (22 novembre 2013-31 gennaio 2014)
- Andrij Annenkov (1º febbraio 2014-8 agosto 2015)
- Angel Červenkov (13 agosto-15 dicembre 2015)
- Serhij Litovčenko (23 dicembre 2015-30 giugno 2018)
- Fabrizio Ravanelli (1º luglio-23 settembre 2018)
- V"jačeslav Hroznyj (1º ottobre 2018-)

## Palmarès

### Competizioni nazionali
- Vtoraja Liga: 1

1965
- Perša Liha: 1

2017-2018
- Druha Liha: 2

1993-1994, 1995-1996 (Girone A)

### Altri piazzamenti
- Coppa dell'Unione Sovietica:

Semifinalista: 1952
- Coppa d'Ucraina:

Finalista: 1997-1998, 2000-2001
Semifinalista: 1996-1997, 2010-2011
- Perša Liha:

Secondo posto: 1994-1995

## Statistiche

### Statistiche nelle competizioni UEFA
Tabella aggiornata alla fine della stagione 2018-2019.
| Competizione                  | Partecipazioni | G | V | N | P | RF | RS |
| ----------------------------- | -------------- | - | - | - | - | -- | -- |
| Coppa delle Coppe UEFA        | 1              | 4 | 1 | 0 | 3 | 4  | 7  |
| Coppa UEFA/UEFA Europa League | 2              | 8 | 4 | 1 | 3 | 9  | 12 |

## Organico

### Calciatori in rosa
| N. |                               | Ruolo | Calciatore         |
| -- | ----------------------------- | ----- | ------------------ |
| 12 | Ucraina (bandiera)            | P     | Orest Budjuk       |
| 33 | Ucraina (bandiera)            | P     | Dmytro Ivanov      |
| 77 | Ucraina (bandiera)            | P     | Roman Pidkivka     |
| 2  | Ucraina (bandiera)            | D     | Oleksandr Osman    |
| 20 | Ucraina (bandiera)            | D     | Dmytro Bašlaj      |
| 24 | Argentina (bandiera)          | D     | Oskar Piris        |
| 29 | Ucraina (bandiera)            | D     | Maksym Žyčykov     |
| 44 | Ucraina (bandiera)            | D     | Danylo Sahutkin    |
| 74 | Ucraina (bandiera)            | D     | Vladyslav Dubinčak |
| 79 | Ucraina (bandiera)            | D     | Serhij Vakulenko   |
| 4  | Macedonia del Nord (bandiera) | C     | Stefan Jevtos'kyj  |
| 6  | Ucraina (bandiera)            | C     | Andrij Strižak     |
| 8  | Ucraina (bandiera)            | C     | Serhij Semenjuk    |
| 9  | Ucraina (bandiera)            | C     | Andrij Dombroskij  |
| 11 | Georgia (bandiera)            | C     | Jaba Lipartia      |
| 13 | Ucraina (bandiera)            | C     | Jurij Vakulkov     |

| N. |                    | Ruolo | Calciatore             |
| -- | ------------------ | ----- | ---------------------- |
| 16 | Ucraina (bandiera) | C     | Pavlo Orichovs'kyj     |
| 21 | Ucraina (bandiera) | C     | Vladislav Kalitvincev  |
| 22 | Ucraina (bandiera) | C     | Artur Avagimyan        |
| 23 | Ucraina (bandiera) | C     | V"jačeslav Tankovs'kyj |
| 50 | Ucraina (bandiera) | C     | Volodymyr Doronin      |
| 59 | Ucraina (bandiera) | C     | Artem Kozak            |
| 78 | Francia (bandiera) | C     | Curtis Yebli           |
| 91 | Ucraina (bandiera) | C     | Mychajlo Mudrik        |
| 99 | Ucraina (bandiera) | C     | Denis Janakov          |
| 7  | Ucraina (bandiera) | A     | Gegam Kadimyan         |
| 10 | Ucraina (bandiera) | A     | Denis Balanjuk         |
| 15 | Ucraina (bandiera) | A     | Danyïl Suchoručko      |
| 19 | Ucraina (bandiera) | A     | Oleksandr Kovpak       |
| 27 | Francia (bandiera) | A     | Gaëtan Missi Mezu      |
| 71 | Ucraina (bandiera) | A     | Vladyslav Semotjuk     |
| 98 | Ucraina (bandiera) | A     | Vladyslav Aleksejev    |

### Rosa 2012-2013
| N. |                      | Ruolo | Calciatore         |
| -- | -------------------- | ----- | ------------------ |
| 1  | Ucraina (bandiera)   | P     | Vitalij Reva       |
| 2  | Finlandia (bandiera) | D     | Veli Lampi         |
| 4  | Nigeria (bandiera)   | D     | Michael Odibe      |
| 5  | Ucraina (bandiera)   | D     | Kyrylo Sydorenko   |
| 6  | Brasile (bandiera)   | D     | Rafael Santos      |
| 7  | Romania (bandiera)   | A     | Ionuț Mazilu       |
| 8  | Ucraina (bandiera)   | C     | Andrij Tkačuk      |
| 10 | Ucraina (bandiera)   | C     | Volodymyr Aržanov  |
| 11 | Ucraina (bandiera)   | D     | Andrij Mostovyj    |
| 13 | Ucraina (bandiera)   | C     | V″jačeslav Šarpar  |
| 17 | Ucraina (bandiera)   | C     | Andrij Bohdanov    |
| 18 | Ghana (bandiera)     | C     | Abeiku Quansah     |
| 19 | Ucraina (bandiera)   | C     | Jaroslav Martynjuk |

| N. |                       | Ruolo | Calciatore          |
| -- | --------------------- | ----- | ------------------- |
| 20 | Ghana (bandiera)      | A     | Dominic Adiyiah     |
| 21 | Ucraina (bandiera)    | A     | Oleksandr Filippov  |
| 22 | Ucraina (bandiera)    | A     | Volodymyr Homenjuk  |
| 23 | Ucraina (bandiera)    | P     | Bohdan Sarnavs'kyj  |
| 24 | Ucraina (bandiera)    | C     | Denys Favorov       |
| 25 | Portogallo (bandiera) | C     | Pelé                |
| 27 | Ucraina (bandiera)    | C     | Serhij Staren'kyj   |
| 28 | Ucraina (bandiera)    | C     | V″jačeslav Turčanov |
| 30 | Ucraina (bandiera)    | D     | Artem Šabanov       |
| 31 | Ucraina (bandiera)    | D     | Oleksandr Romančuk  |
| 33 | Ucraina (bandiera)    | D     | Andrij Chomyn       |
| 78 | Ucraina (bandiera)    | C     | Serhij Valjajev     |
|    | Ucraina (bandiera)    | D     | Volodymyr Pol'ovyj  |

### Rosa 2010-2011
| N. |                     | Ruolo | Calciatore         |
| -- | ------------------- | ----- | ------------------ |
| 1  | Ucraina (bandiera)  | P     | Vitalij Reva       |
| 3  | Ucraina (bandiera)  | D     | Taras Il'nyc'kij   |
| 4  | Ucraina (bandiera)  | C     | Serhij Symonenko   |
| 5  | Ucraina (bandiera)  | D     | Bohdan Šeršun      |
| 7  | Romania (bandiera)  | A     | Ionuț Mazilu       |
| 8  | Russia (bandiera)   | C     | Rolan Gusev        |
| 9  | Ucraina (bandiera)  | C     | Serhij Zakarljuka  |
| 10 | Ucraina (bandiera)  | A     | Andrij Vorobej     |
| 11 | Brasile (bandiera)  | A     | Josemar            |
| 12 | Brasile (bandiera)  | C     | Màrcio Glad        |
| 13 | Lituania (bandiera) | C     | Saulius Mikoliūnas |
| 16 | Ucraina (bandiera)  | D     | Jevhen Jevsjejev   |

| N. |                        | Ruolo | Calciatore                |
| -- | ---------------------- | ----- | ------------------------- |
| 17 | Ucraina (bandiera)     | P     | Nikolai Voroniuk          |
| 19 | Georgia (bandiera)     | A     | Lasha Jakobia             |
| 23 | Ucraina (bandiera)     | P     | Serhij Pohorilij          |
| 29 | Ucraina (bandiera)     | D     | Vitalij Mandzjuk          |
| 32 | Russia (bandiera)      | D     | Andrej Eščenko            |
| 33 | Ucraina (bandiera)     | D     | Andrij Mychajlovyč Chomyn |
| 35 | Ucraina (bandiera)     | C     | Oleksandr Grytsay         |
| 35 | Bielorussia (bandiera) | C     | Aljaksandr Danilaŭ        |
| 39 | Ucraina (bandiera)     | C     | Artem Starhorods'kyj      |
| 88 | Ucraina (bandiera)     | C     | Valerij Zavarov           |
|    | Ucraina (bandiera)     | D     | Oleksandr Romančuk        |
|    | Romania (bandiera)     | D     | Florin Șoavă              |

## Tifoseria
I tifosi dell'Arsenal a differenza della maggioranza del paese, sono di stampo anti-fascista e di sinistra.
I Gunners intrattengono buoni rapporti con i tifosi del Partizan Minsk, St.Pauli; questo è dovuto al fatto che sia i tifosi bielorussi che i tedeschi sono tifoserie di estrema sinistra.
Per quanto riguarda le rivalità l'Arsenal ha cattivi rapporti con le squadre concittadine, Dynamo Kiev e CSKA Kiev (questa rivalità non è dovuta solo al fattore politico, ma anche alle questioni societarie che hanno portato il CSKA a cambiare nome nel 2001). Nel resto del Paese vi sono altre rivalità con: Veres, Dnipro, Karpaty, Obolon, Vorskla